# Зальбах-Гінтерглемм
Зальбах-Гінтерглемм —  містечко та громада в австрійській землі Зальцбург, гірськолижний курорт, спортивний центр. Містечко належить округу Целль-ам-Зе. 
Зальбах-Гінтерглемм на мапі округу та землі. 

## Відомі особи
- Ганс Енн - гірськолижник.

## Виноски
1. ↑  www.saalbach.or.at. Архів оригіналу за 1 лютого 2007. Процитовано 30 червня 2013.